# Pimcore
Pimcore ist eine Open-Source-Software-Plattform. Sie beinhaltet Module für PIM, MDM, DAM, CMS, und Digital Commerce.

## Technologie
Pimcore wird im Webbrowser bedient und basiert auf der Programmiersprache PHP sowie dem MySQL/MariaDB-Datenbank-System. Es besteht aus einer modularen Software-Architektur, die führende Entwicklungs-Frameworks, wie das Symfony Projekt und die Paketverwaltung Composer auf Basis eines „Best-of-Breed“-Ansatzes nutzt. Die Architektur nutzt die Konventionen der objektorientierten Softwareentwicklung unter Berücksichtigung des MVC-Entwurfmusters (Model View Controller).
Pimcore befolgt die Vorgaben und Definitionen der PHP Framework Interop Group (PSR 1, 2, 3, 4 und 7). Seit August 2016 ist das Unternehmen Mitglied dieses PHP Standardisierungsgremiums.
Seit der Erstveröffentlichung im Jahr 2010 verfolgt Pimcore einen vollständig API-basierenden Ansatz. Sämtliche Funktionalitäten können von einer PHP- und einer REST-API angesprochen werden. Dies ermöglicht die einfache Anbindung an beliebige, bestehende Dritt-Systeme, wie beispielsweise SAP, Microsoft Dynamics NAV, Salesforce oder Oracle. Der Kern von Pimcore ist durch Drittkomponenten und Plugins erweiterbar.
Pimcore verfügt über eine Management-Oberfläche, um das System zu konfigurieren und Daten zu verwalten. Das Benutzer-Interface basiert auf dem Framework Ext JS.
Seit einiger Zeit gibt es die Trennung in eine „Community Version“ und „Enterprise Version“. Seitdem gab es an der Community Version kaum Änderungen abseits von technischer Modernisierung, die meisten neuen Features sind der kostenpflichtigen Enterprise Version vorbehalten.

## Lizenz
Bis zu Version 11.5.x stand Pimcore unter der GPL3 zur Verfügung und war in der Community Version frei nutzbar. Auf der Pimcore Inspire Konferenz am 29. April 2025 wurde dann zur Überraschung der Userbase und Partner für Pimcore 12 die GPL3 abgekündigt. Stattdessen wird die „PIMCORE OPEN CORE LICENSE AGREEMENT (POCL)“-Lizenz verwendet, die u. a.
- die Nutzung zusammen mit GPL Code verbietet
- für User mit >5 Mio€ Jahresumsatz eine Lizenz für 8400 €/Jahr vorschreibt
- eine Registrierung des Kunden und einen Produkt-Key für die Installation von Pimcore fordert

## Software-Anforderungen
Pimcore ist eine Webanwendung und benötigt einen kompatiblen HTTP-Server und eine SQL-Datenbank. Pimcore hat die folgenden System-Anforderungen:

- nginx oder Apache v2.2+ mit mod_rewrite
- MySQL 8.0 oder MariaDB >=10.3
- PHP >8.1 <8.4 with FPM / FastCGI oder mod_php